# Christopher Murney
Christopher Murney (nacido el 20 de julio de 1943) es un actor estadounidense. Padre de la cantante y actriz Julia Murney.
Asistió a varias universidades antes se conseguir grados en administración de empresas y drama, y un título universitario en Bellas Artes en teatro de la Universidad Estatal de Pensilvania.
Murney ha trabajado en teatro, televisión y cine. En televisión, ha hecho de Buck Miller en la telenovela One Life to Live (en 1994 y 2001), interpretó a Buddy en The San Pedro Beach Bums (1977) y protagonizó las primeras tres temporadas de Remember WENN interpretando a Mackie Bloom. En el cine, ha tenido papeles en The Last Dragon (1985), Maximum Overdrive (1986), The Secret of My Success (1987), Loose Cannons (1990) y Barton Fink (1991). Interpretó a Hanrahan en Slap Shot (1977), donde le da una paliza al personaje de Paul Newman en el hielo.

## Filmografía

### Película
| Año  | Título                                     | Rol               | Notas |
| ---- | ------------------------------------------ | ----------------- | ----- |
| 1974 | The Taking of Pelham 123                   | Despachador       |       |
| 1977 | Slap Shot                                  | Hanrahan          |       |
| 1984 | La última solución de Grace Quigley        | Max Putnam        |       |
| 1985 | The Last Dragon                            | Eddie Arkadian    |       |
| 1986 | Maximum Overdrive                          | Camp Loman        |       |
| 1986 | Where Are the Children?                    | Lenny Barron      |       |
| 1987 | The Secret of My Success                   | Barney Rattigan   |       |
| 1989 | Last Exit to Brooklyn                      | Paulie            |       |
| 1991 | Barton Fink                                | Detective Deutsch |       |
| 1995 | Cafe Society                               | Frank Frustinsky  |       |
| 1999 | Pioneer 12                                 | Moby              |       |
| 2001 | Way Off Broadway                           | Mr. Kaufman       |       |
| 2002 | Winning Girls Through Psychic Mind Control | Albert            |       |
| 2007 | Chicago 10                                 | Varias voces      |       |
| 2016 | The Passing Season                         | Tom               |       |

### Televisión
| Año        | Título                                                   | Rol                  | Notas                                    |
| ---------- | -------------------------------------------------------- | -------------------- | ---------------------------------------- |
| 1974       | The Country Girl                                         | Larry                | Película para televisión                 |
| 1977       | Kojak                                                    | Flarrety             | Episodio: "Lady in the Squadroom"        |
| 1977       | The San Pedro Bums                                       | Buddy                | Película para televisión                 |
| 1977       | The San Pedro Beach Bums                                 | Buddy                | 10 episodios                             |
| 1978       | M*A*S*H                                                  | Remy                 | Episodio: "Dr. Winchester and Mr. Hyde"  |
| 1978       | The One and Only Phyllis Dixey                           | Jack Tracy           | Película para televisión                 |
| 1979       | From Here to Eternity                                    | Cpl. Lewis           | 3 episodios                              |
| 1979       | You Can't Go Home Again                                  | Milliken             | Película para televisión                 |
| 1981       | Another World                                            | Andy                 | Episodio #1.4206                         |
| 1981       | Kent State                                               | Major Jones          | Película para televisión                 |
| 1983       | The Charmkins                                            | Various roles        | especial de televisión                   |
| 1983       | Jacobo Timerman: Prisionero sin nombre, celda sin número | Colonel Rossi        | Película para televisión                 |
| 1983       | Found Money                                              | Warren               | Película para televisión                 |
| 1985       | Miami Vice                                               | ATF Agent Wilson     | Episodio: "Evan"                         |
| 1987       | Murder by the Book                                       | Lieutenant Greenberg | Película para televisión                 |
| 1987       | The Equalizer                                            | Rudy Bagler          | Episodio: "Blood & Wine" (Partes 1 & 2)  |
| 1987       | The Equalizer                                            | Rudy Bagler          | Episodio: "Shadow Play"                  |
| 1987, 1989 | Kate & Allie                                             | Mr. Gabriel / Doug   | 2 episodios                              |
| 1990       | The Civil War                                            | Elisha Hunt Rhodes   | 9 episodios                              |
| 1991       | The 10 Million Dollar Getaway                            | Lou Werner           | Película para televisión                 |
| 1996–1998  | Remember WENN                                            | Mackie Bloom         | 56 episodios                             |
| 2000       | Ed                                                       | Chester Jacinski     | Episodio: "Something Old, Something New" |

### Juegos de vídeo
| Año  | Título                                    | Rol                                       |
| ---- | ----------------------------------------- | ----------------------------------------- |
| 2004 | Red Dead Revolver                         | Cowboy / Jebidiah Cole / Matthius Lamprey |
| 2005 | Land of the Dead: Road to Fiddler's Green | Otis                                      |
| 2006 | Grand Theft Auto: Vice City Stories       | Kenny Crane / Dwayne Thorn                |
| 2006 | Neverwinter Nights 2                      | Black Garius / Prior Hlam                 |
| 2010 | Red Dead Redemption                       | The Local Population                      |